# Composer (logiciel)
Pour les articles homonymes, voir Composer.
Composer est un logiciel gestionnaire de dépendances libre écrit en PHP. Il permet à ses utilisateurs de déclarer et d'installer les bibliothèques dont le projet principal a besoin. Le développement a débuté en avril 2011 et a donné lieu à une première version sortie le 1er mars 2012. Développé au début par Nils Adermann et Jordi Boggiano (qui continuent encore aujourd'hui à le maintenir), le projet est maintenant disponible sur la plateforme GitHub. Il est ainsi développé par toute une communauté.
Le logiciel Composer est à l’initiative d'un portage en PHP du logiciel Libzypp satsolver d'Open Suse.
Le logiciel Composer est fortement inspiré du logiciel npm pour Node.js et de bundler pour Ruby.

## Installation
Le dépôt principal de Composer est le site web Packagist, qui permet notamment la recherche de bibliothèques et leur entreposage centralisé.
Le fichier binaire Composer est distribué sous la forme d'un lanceur, installable après un simple téléchargement.

### AveccURL
```
$
 
curl
 
-sS
 
https://getcomposer.org/installer
 
|
 
php

```

### Avec PHP
```
$
 
php
 
-r
 
"readfile('https://getcomposer.org/installer');"
 
|
 
php

```

## Fonctionnement

### Commandes
Composer dispose de plusieurs paramètres dont :
- require : ajoute la bibliothèque en paramètre au fichier composer.json et l'installe.
- install : installe toutes les bibliothèques du composer.json. Il s'agit de la commande à lancer pour installer les dépendances d'un dépôt PHP[12].
- update : met à jour les bibliothèques du composer.json, selon les versions permises qui y sont mentionnées.
- remove : désinstalle une bibliothèque et la retire du composer.json.

### Définition des bibliothèques
Exemple du composer.json généré par la commande :
```
composer require monolog/monolog
```

```
{

    
"require"
:
 
{

        
"monolog/monolog"
:
 
"1.2.*"

    
}

}

```

### Versions
Les symboles permettant d'autoriser plusieurs versions des dépendances sont les suivants :
| Symbole | Rôle (placé avant un numéro de version)                                             | Exemple                                                                 |
| ------- | ----------------------------------------------------------------------------------- | ----------------------------------------------------------------------- |
| >=      | permet d'en étendre le numéro. De même on trouve les symboles >, <, <=.             | "php": ">=5.5.9" inclut PHP 7.                                          |
| !=      | exclut une version.                                                                 |                                                                         |
| -       | définit une plage de versions.                                                      |                                                                         |
| ¦¦      | ajoute des versions possibles.                                                      | "symfony/symfony": "2.8 ¦¦ 3.0" regroupe uniquement ces deux versions.  |
| *       | étend à toutes les sous-versions.                                                   | "symfony/symfony": "3.1.*" comprend la 3.1.1.                           |
| ~       | étend aux versions suivantes du même niveau.                                        | "doctrine/orm": "~2.5" concerne aussi la 2.6 mais pas la 2.4 ni la 3.0. |
| ^       | fait la même chose que tilde sous réserve qu'il y ait une compatibilité ascendante. |                                                                         |